# Place Sepmanville
La place Sepmanville est une place située en plein centre ville d'Évreux, en France, près de 
l'hôtel de ville datant du XIXe siècle. Elle porte le nom du baron de Sepmanville, maire d'Évreux sous la Restauration bourbonienne de 1815 à 1830.

## Histoire

### Origines
C'est une place d'Évreux située à la lisière du quartier de la Filandière et de la ville formée par l'ancien castrum romain. Jusqu'au XVIIe siècle, elle constitue la sortie de la ville. De la Porte peinte, il ne subsiste aujourd'hui que le tracé avec les douves qui forment un miroir d'eau secondaire et qui constituent une des entrées principales d'apparat de la ville d'Évreux avec le Moulin du roi.

### Porte peinte
La Porte peinte tire son origine de l'histoire mariale, protectrice des rois de France. Louis XI, qui en est à l'origine, vouait un culte à Marie en tant que roi de France et aimait particulièrement la ville d'Évreux. À cette époque, la place se présente sous la forme d'une porte organisée en châtelet. Ce fut aussi par cet endroit que François Ier pénétra dans Évreux lors de son voyage en Normandie en 1539.

## Urbanisme
La place est quadrangulaire. Elle se situe entre les archives municipales, l'hôtel de ville et l'ancien couvent des Ursulines, aujourd'hui la gendarmerie d'Évreux.